# 33-й меридіан східної довготи
33-й меридіан східної довготи — лінія довготи, що лежить на 33 градусів східніше Гринвіцького меридіана. Вона проходить від Північного полюса через Північний Льодовитий океан, Європу, Азію, Африку, Індійський океан, Південний океан та Антарктиду до Південного полюса.
33-й меридіан східної довготи формує велике коло разом із 147-мим меридіаном західної довготи.

## Список географічних об'єктів, що перетинає 33° сх. д.
Починаючи на Північному полюсі та рухаючись до Південного полюса, 33-й меридіан східної довготи проходить через:
| Координати                                                 | Країна, територія або море | Примітки |
| ---------------------------------------------------------- | -------------------------- | --- |
| 90°0′ пн. ш. 33°0′ сх. д. / 90.000° пн. ш. 33.000° сх. д.  | Північний Льодовитий океан | |
| 80°19′ пн. ш. 33°0′ сх. д. / 80.317° пн. ш. 33.000° сх. д. | Норвегія                   | Шпіцберген — проходить через острів Квітьойя |
| 80°8′ пн. ш. 33°0′ сх. д. / 80.133° пн. ш. 33.000° сх. д.  | Баренцове море             | |
| 69°45′ пн. ш. 33°0′ сх. д. / 69.750° пн. ш. 33.000° сх. д. | Росія                      | Мурманська область — проходить через півострів Рибальський |
| 69°36′ пн. ш. 33°0′ сх. д. / 69.600° пн. ш. 33.000° сх. д. | Баренцове море             | Мотовська затока |
| 69°27′ пн. ш. 33°0′ сх. д. / 69.450° пн. ш. 33.000° сх. д. | Росія                      | Проходить через Кольський півострів — західніше Мурманська |
| 66°53′ пн. ш. 33°0′ сх. д. / 66.883° пн. ш. 33.000° сх. д. | Біле море                  | Кандалакська затока |
| 66°42′ пн. ш. 33°0′ сх. д. / 66.700° пн. ш. 33.000° сх. д. | Росія                      | |
| 52°16′ пн. ш. 33°0′ сх. д. / 52.267° пн. ш. 33.000° сх. д. | Україна                    | Чернігівська область — проходить східніше Коропа та Батурина Сумська область — приблизно на 13 км Полтавська область — проходить через Лубни Проходить через Кременчуцьке водосховище Кіровоградська область — проходить західніше Олександрії Миколаївська область Дніпропетровська область — приблизно на 15 км Херсонська область Миколаївська область — приблизно на 8 км Херсонська область |
| 46°1′ пн. ш. 33°0′ сх. д. / 46.017° пн. ш. 33.000° сх. д.  | Чорне море                 | Каркінітська затока |
| 45°41′ пн. ш. 33°0′ сх. д. / 45.683° пн. ш. 33.000° сх. д. | Україна                    | Проходить через Тарханкутський півострів на заході Криму |
| 45°19′ пн. ш. 33°0′ сх. д. / 45.317° пн. ш. 33.000° сх. д. | Чорне море                 | |
| 41°55′ пн. ш. 33°0′ сх. д. / 41.917° пн. ш. 33.000° сх. д. | Туреччина                  | Проходить східніше Анкари |
| 36°6′ пн. ш. 33°0′ сх. д. / 36.100° пн. ш. 33.000° сх. д.  | Середземне море            | |
| 35°22′ пн. ш. 33°0′ сх. д. / 35.367° пн. ш. 33.000° сх. д. | Кіпр                       | Проходить через острів Кіпр Проходить через буферну зону ООН на Кіпрі |
| 34°38′ пн. ш. 33°0′ сх. д. / 34.633° пн. ш. 33.000° сх. д. | Декелія                    | Проходить через суверненну військову базу Акротирі, Велика Британія |
| 34°34′ пн. ш. 33°0′ сх. д. / 34.567° пн. ш. 33.000° сх. д. | Середземне море            | |
| 31°10′ пн. ш. 33°0′ сх. д. / 31.167° пн. ш. 33.000° сх. д. | Єгипет                     | Проходить через Синайський півострів |
| 39°10′ пн. ш. 33°0′ сх. д. / 39.167° пн. ш. 33.000° сх. д. | Суецька затока             | |
| 28°29′ пн. ш. 33°0′ сх. д. / 28.483° пн. ш. 33.000° сх. д. | Єгипет                     | |
| 22°0′ пн. ш. 33°0′ сх. д. / 22.000° пн. ш. 33.000° сх. д.  | Судан                      | |
| 12°13′ пн. ш. 33°0′ сх. д. / 12.217° пн. ш. 33.000° сх. д. | Південний Судан            | |
| 3°52′ пн. ш. 33°0′ сх. д. / 3.867° пн. ш. 33.000° сх. д.   | Уганда                     | |
| 0°7′ пн. ш. 33°0′ сх. д. / 0.117° пн. ш. 33.000° сх. д.    | Озеро Вікторія             | Проходить західніше острова Укара[en], Танзанія |
| 1°59′ пд. ш. 33°0′ сх. д. / 1.983° пд. ш. 33.000° сх. д.   | Танзанія                   | Проходить через острів Укереве |
| 2°6′ пд. ш. 33°0′ сх. д. / 2.100° пд. ш. 33.000° сх. д.    | Озеро Вікторія             | |
| 2°22′ пд. ш. 33°0′ сх. д. / 2.367° пд. ш. 33.000° сх. д.   | Танзанія                   | |
| 9°22′ пд. ш. 33°0′ сх. д. / 9.367° пд. ш. 33.000° сх. д.   | Малаві                     | Приблизно на 14 км |
| 9°30′ пд. ш. 33°0′ сх. д. / 9.500° пд. ш. 33.000° сх. д.   | Замбія                     | |
| 12°42′ пд. ш. 33°0′ сх. д. / 12.700° пд. ш. 33.000° сх. д. | Малаві                     | Приблизно на 18 км |
| 12°53′ пд. ш. 33°0′ сх. д. / 12.883° пд. ш. 33.000° сх. д. | Замбія                     | Приблизно на 14 км |
| 13°0′ пд. ш. 33°0′ сх. д. / 13.000° пд. ш. 33.000° сх. д.  | Малаві                     | Приблизно на 19 км |
| 13°10′ пд. ш. 33°0′ сх. д. / 13.167° пд. ш. 33.000° сх. д. | Замбія                     | Приблизно на 5 км |
| 13°13′ пд. ш. 33°0′ сх. д. / 13.217° пд. ш. 33.000° сх. д. | Малаві                     | |
| 13°57′ пд. ш. 33°0′ сх. д. / 13.950° пд. ш. 33.000° сх. д. | Замбія                     | Приблизно на 3 км |
| 13°58′ пд. ш. 33°0′ сх. д. / 13.967° пд. ш. 33.000° сх. д. | Малаві                     | Приблизно на 5 км |
| 14°1′ пд. ш. 33°0′ сх. д. / 14.017° пд. ш. 33.000° сх. д.  | Замбія                     | Приблизно на 6 км |
| 14°5′ пд. ш. 33°0′ сх. д. / 14.083° пд. ш. 33.000° сх. д.  | Мозамбік                   | |
| 17°18′ пд. ш. 33°0′ сх. д. / 17.300° пд. ш. 33.000° сх. д. | Зімбабве                   | Приблизно на 13 км |
| 17°25′ пд. ш. 33°0′ сх. д. / 17.417° пд. ш. 33.000° сх. д. | Мозамбік                   | Приблизно на 16 км |
| 17°34′ пд. ш. 33°0′ сх. д. / 17.567° пд. ш. 33.000° сх. д. | Зімбабве                   | |
| 17°48′ пд. ш. 33°0′ сх. д. / 17.800° пд. ш. 33.000° сх. д. | Мозамбік                   | |
| 18°13′ пд. ш. 33°0′ сх. д. / 18.217° пд. ш. 33.000° сх. д. | Зімбабве                   | |
| 18°29′ пд. ш. 33°0′ сх. д. / 18.483° пд. ш. 33.000° сх. д. | Мозамбік                   | |
| 19°45′ пд. ш. 33°0′ сх. д. / 19.750° пд. ш. 33.000° сх. д. | Зімбабве                   | |
| 20°1′ пд. ш. 33°0′ сх. д. / 20.017° пд. ш. 33.000° сх. д.  | Мозамбік                   | |
| 25°28′ пд. ш. 33°0′ сх. д. / 25.467° пд. ш. 33.000° сх. д. | Індійський океан           | Проходить через острів Іньяка[en] та материк, Мозамбік |
| 60°0′ пд. ш. 33°0′ сх. д. / 60.000° пд. ш. 33.000° сх. д.  | Південний океан            | |
| 69°31′ пд. ш. 33°0′ сх. д. / 69.517° пд. ш. 33.000° сх. д. | Антарктида                 | Проходить через Землю Королеви Мод (претендує Норвегія) |